# الخط الحجازي الأردني
| دمشق – توسعة القنوات |
| (1906)               |

| فيما سبق كانت هناك سكة ضيّقة   |
| بعرض 0.6 متر تصل إلى السويداء |

| خط سكك حديد مرج بن عامر |
| من وإلى حيفا            |

| سوريا  |
| الأردن |

| متحف سكة |
| الحديد   |

| وادي الحسا  |
| منجم فوسفات |

| عقبة الحجاز |
| (حاييتا)    |

| الأردن   |
| السعودية |

| خشم صنع |
|         |

| مدائن صالح    |
| (مصانع ومتحف) |

| دمشق – توسعة القنوات |
| (1906)               |

| فيما سبق كانت هناك سكة ضيّقة   |
| بعرض 0.6 متر تصل إلى السويداء |

| خط سكك حديد مرج بن عامر |
| من وإلى حيفا            |

| سوريا  |
| الأردن |

| متحف سكة |
| الحديد   |

| وادي الحسا  |
| منجم فوسفات |

| عقبة الحجاز |
| (حاييتا)    |

| الأردن   |
| السعودية |

| خشم صنع |
|         |

| مدائن صالح    |
| (مصانع ومتحف) |

كان الخط الحجازي الأردني، أحد خطي سكك حديدية خلفت الخط الحديدي الحجازي. بعد أن انهارت الدولة العثمانية عام 1920، انقسم الخط الحديدي الحجازي الذي كان تحت السيطرة العثمانية إلى قسمين: محطة السكك الحديدية السورية والخط الحجازي الأردني (زمن الانتداب البريطاني على فلسطين). عندما تشكلت الدولة الأردنية بعد الاستقلال عام 1946، خدم الخط الحديدي كالخط الحديدي الرئيس في الدولة على الرغم من أنه لم يكن مملوكاً للدولة. عام 1975، بني هط بين معان والعقبة. ثم بيع الخط لاحقاً لمؤسسة سكة حديد العقبة عام 1979. لا زال الخط يعمل اليوم بين الحدود الأردنية السورية ويمر بمدينتي عمان (مدينة) وإربد.
ويعتبر الخط الحديدي الحجازي من معالم التراث المرتبطة بتاريخ الأردن الحديث لارتباطه بالثورة العربية الكبرى، إضافة إلى أن أحد مباني الخط الحجازي في مدينة معان  كان له شرف أن يكون المقر الرسمي للمغفور له جلالة الملك عبد الله بن الحسين طيب الله ثراه، وأيضا كان لهذا الخط شرف استخدام أحد قطاراته لرحلة جلالته من مدينة معان إلى عمان. يصف صلاح اللوزي مدير مؤسسة الخط الحجازي الأردني، للأناضول أنه «الابن الشرعي الوريث للدولة العثمانية والجمهورية التركية».  وكان الخط الحديدي الحجازي شارك في رحلات سياحية، ضمن برنامج «أردننا جنة» الذي أطلقته وزارة السياحة، لتشجيع السياحة الداخلية.
و تشارك المؤسسة في العديد من المبادرات الوطنية حرصا و التزاما منها بالمسؤولية المجتمعية و مشاركتها الدائمة و الفاعلة بالمناسبات الوطنية كونها تعزز القيم الانسانية والمجتمعية ومن ضمن هذه المشاركات والفعاليات مشاركة مؤسسة الخط الحديدي الحجازي الاردني ممثلة بموظفيها في احتفالية يوم العلم الذي هو هويتتنا الوطنية والتاريخية وكان ذلك في الموافق السادس عشر من نيسان لعام 2025 حيث قامت المؤسسة بتسسسر رحلة خاصة بالقطار التاريخي و تم تزيين القطار بالعلم الاردني الامر الذي يعكس ارتباط المؤسسة بالارث الوطني و التاريخي للمملكة و ما يميز هذه الرحلة انها تمت بمشاركة مجموعة من الاطفال من ذوي الاحتياجات الخاصة الامر الذي يعكس فاعلية هذه المؤسسة و التزامها بالتشارك و التفاعل مع باقي المؤسسات المحلية والمجتمعية وهذا جانب يعكس ايضا حرص المؤسسة على تعزيز القيم الانسانية و المجتمعية . 

## التدشين
وجرى تدشين القسم الأول من الخط بين عمّان ودرعا في 1 أيلول 1903، وبعد شهر واحد جرى افتتاح القسم الثاني (بين درعا وعمّان)، وفي 1 أيلول 1904 افتُتح القسم الثالث (بين عمّان ومعان)، وفي 1 أيلول 1907 افتُتح القسم الرابع (بين معان وتبوك)، وفي 1 أيلول 1908 أُقيم احتفال بمناسبة وصول خطّ الحديد إلى المدينة المنورة. وتقدَّر مسافة الخط الحديدي الحجازي بين دمشق والمدينة المنورة بـ 1302 كيلومتراً.

## المحطات
أبرز محطات الخط الحديدي الحجازي-الأردني: المفرق، والخربة السمراء، والزرقاء، وعمان، واللُّبَّن، والجيزة، وضبعة، وخان الزبيب، وسواقة، والقطرانة، والمنزل، وفريفرة، والحسا، وجرف الدراويش (جروف)، وعنيزة، والجردان، ومعان، وبير الشيدية-الأبيض، وبطن الغول، والمدوَّرة، بالإضافة إلى محطات الفرع الجنوبي، مثل السمنة، والمريغة، ورأس النقب.

## مؤسسة الخط الحجازي الأردني
عام 1952 تم إنشاء مؤسسة الخط الحديدي الحجازي الأردني، التي تتولى منذ انشائها ولوقتنا الحاضر استثمار املاك الخط الحجازي الواقعة ضمن اراضي المملكة الأردنية الهاشمية من الحدود السورية شمالا وحتى محطتي القطرانة والمدورة جنوبا.
يدير المؤسسة مديرها العام ومجلس إدارة يرأسه وزير النقل. وتنقسم المؤسسة إلى عدة مديريات وأقسام حسب طبيعة المهام المناطة بكل منها، وهي:
- مديرية الشؤون الإدارية والمالية، وتضم القسم المالي وقسم اللوازم والقسم الإداري.
- مديرية الحركة والميكانيك، وتضم قسم الحركة وقسم الميكانيك.
- مديرية الرقابة الداخلية، وتضم قسم الأملاك.
- مديرية التخطيط والهندسة، وتضم قسم الخطوط وقسم المباني.

## العمليات
يشغّل الخط الحديدي الحجازي الأردني قطار ركاب واحد من عمان (مدينة) إلى دمشق يومياً. كما يشغّل قطارات شحن عديدة.[بحاجة لمصدر]

## الطريق المباشر في المناطق العربية
يوجد قسمان متصلان من سكة حديد الحجاز في الخدمة:
- من عمان في الأردن إلى دمشق في سوريا، كجزء من الخط الحجازي الكلي.[11]
- من محطة قرب الفوسفات إلى معان إلى خليج العقبة، كجزء خط حديد الحجاز، أو مؤسسة سكة حديد العقبة
- أكملت السعودية بناء خط المدينة المنورة - مكة (عبر جدة) مع سكة حديد الحرمين عالية السرعة في عام 2018.

قام عمال السكة الحديد بترميم العديد من القاطرات الأصلية: هناك تسع قاطرات بخارية في سوريا وسبع في الأردن تعمل. منذ تنصيب الملك عبد الله الثاني، تحسنت العلاقات بين الأردن وسوريا، مما أدى إلى إحياء الاهتمام بالسكك الحديدية. ينطلق القطار من محطة القدم في ضواحي دمشق وليس من محطة الحجاز التي أغلقت عام 2004 بانتظار مشروع تطوير تجاري كبير. في 4 فبراير 2009 قال وزير النقل التركي بن علي يلدريم في الرياض بخصوص خطط إعادة بناء خط السكة الحديد:
لا تزال الأقسام الصغيرة غير العاملة من مسار السكك الحديدية والمباني والمقطورات محفوظة كمناطق جذب سياحي في المملكة العربية السعودية، بما في ذلك محطة المدينة المنورة، التي تم ترميمها في عام 2005 بخطوط السكك الحديدية وسقيفة القاطرات. تم هدم جسر السكك الحديدية القديم فوق وادي العقيق في عام 2005 بسبب الأضرار الناجمة عن الأمطار الغزيرة في العام السابق. لا يزال من الممكن رؤية القطارات التي دمرت خلال الثورة العربية الكبرى 1916-1918 حيث سقطت. أعادت السكك الحديدية الإسرائيلية جزئيًا بناء امتداد حيفا البائد منذ فترة طويلة، سكة حديد وادي مرج بني عامر، باستخدام سكة حديد ذات مقياس قياسي، مع إمكانية تمديده يومًا ما إلى إربد في الأردن. تم افتتاح الخط المعاد بناؤه من حيفا إلى بيت بيسان في أكتوبر 2016.
في عام 2009، اقترحت وزارة النقل الأردنية إنشاء شبكة سكك حديدية بطول 990 ميلاً (1590 كم) بقيمة 5 مليارات دولار أمريكي، ويمكن أن يبدأ تشييدها في الربع الأول من عام 2012. حيث ستوفر الشبكة المخطط لها خطوط سكك حديدية للشحن من الأردن إلى سوريا والمملكة العربية السعودية. العراق. يمكن تمديد خطوط السكك الحديدية للركاب إلى لبنان وتركيا وخارجهما. تقوم الحكومة، التي ستمول جزءًا من المشروع، بدعوة الشركات الخاصة للمناقصات للتكفل بباقي تكلفة المشروع.
تم تخصيص مساحة لانشاء متحف لخط الحديد الحجازي الأردني تقارب 130م2 داخل حرم محطة، عمان بدء العمل في إنشاء المتحف عام 1999م وفي عام 2003م أصبح يضم في زواياه أكثر من 250 مادة، اشتملت على لوحات جدارية ابرزت مراحل تطور القطارات ابتداء من القاطرة البخارية الأولى التي صممها المخترع البريطاني «ستيفن»..إلى ما وصلت اليه التكنولوجيا من تصاميم حديثة، كما تم عرض صور الهاشميين ونسب جلالة الملك عبد الله الثاني المعظم.

## السياحة الداخلية
كان خط الحديد الحجازي شارك ضمن خطط وزارة السياحة واوزارة النقل في تسيير رحلات سياحية، ضمن برنامج «أردننا جنة» الذي أطلقته وزارة السياحة، لتشجيع السياحة الداخلية. حيث تعمل المؤسسة بالتعاون مع وزارة السياحة وهيئة تنشيط السياحة على وضع المحطات التراثية على الخارطة السياحية للأردن.
تعلن مؤسسة الخط الحديدي الحجازي الاردني عن اطلاق موسم الرحلات العائلية وذلك في بداية الربيع و تسيير رحلات سياحية بالقطار في نهاية كل اسبوع و تحديدا في يومي الجمعة و السبت تشمل منطقة الجيزة وام قيس و محطة المفرق -منطقة ام الجمال السياحية و منطقة رحاب السياحية .

## معرض الصور

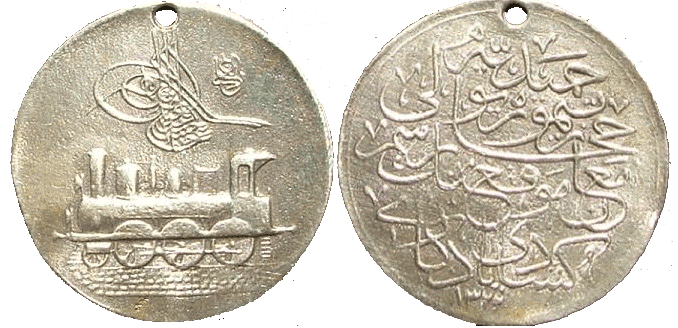
عملة تذكارية بافتتاح محطة معان لسكة حديد الحجاز
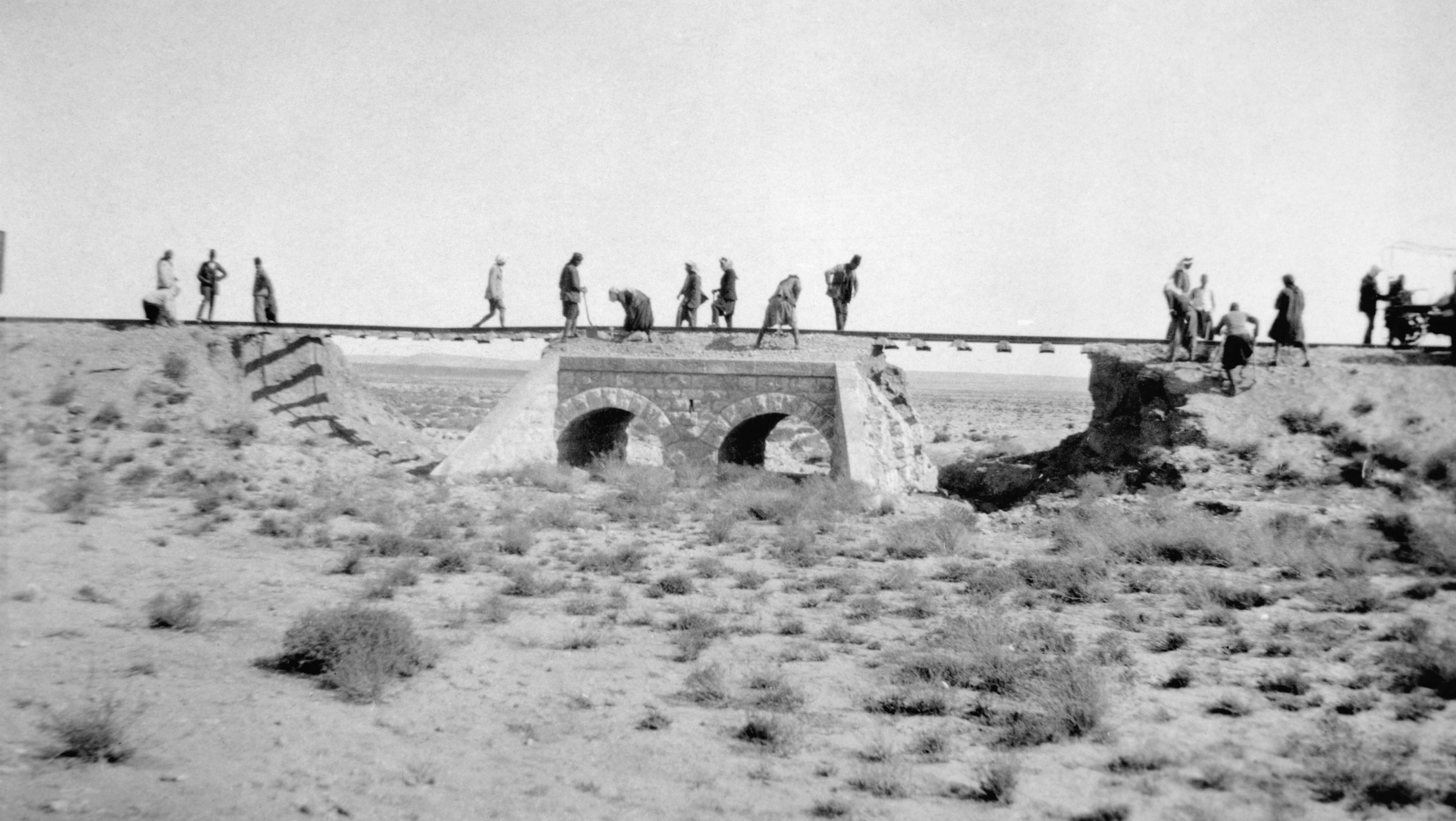
إصلاح سكة الحديد بالقرب من معان 1918
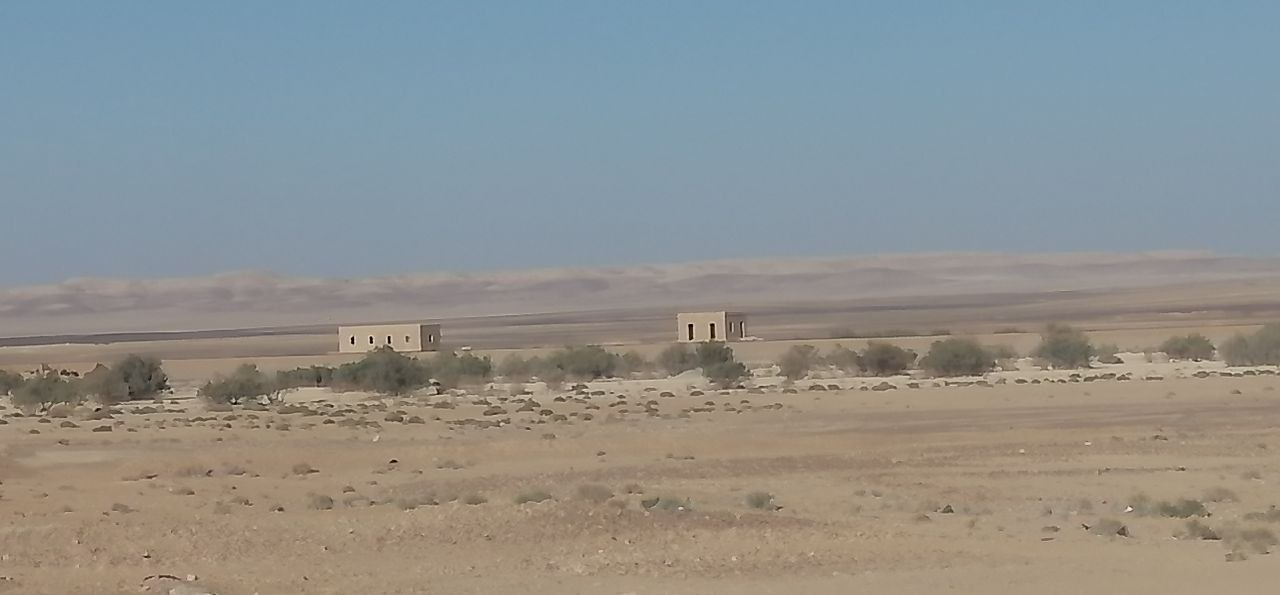
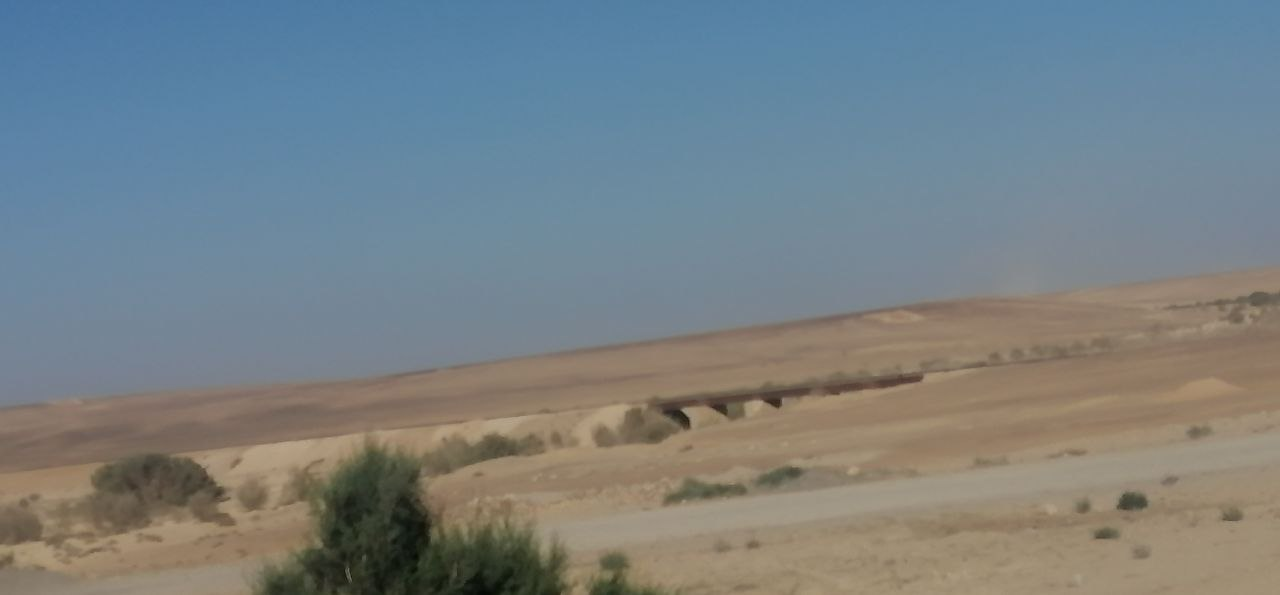
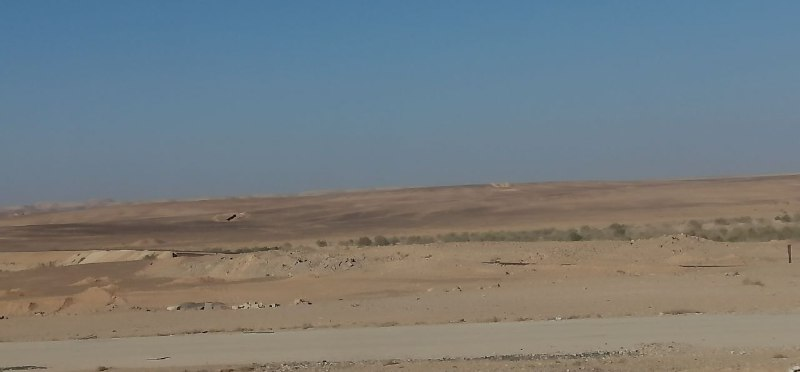
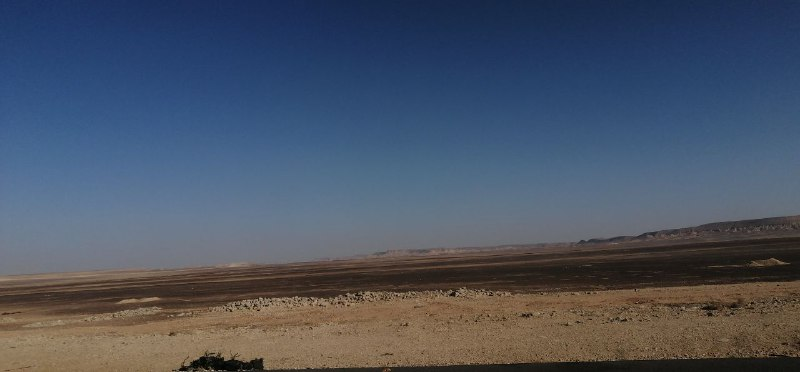
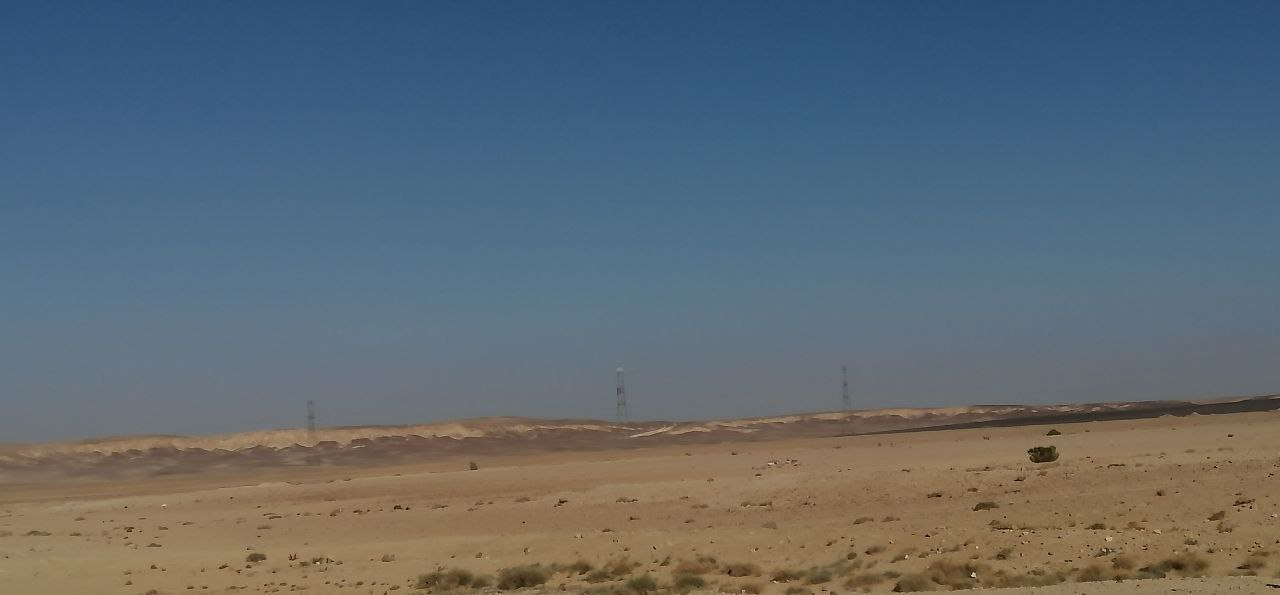
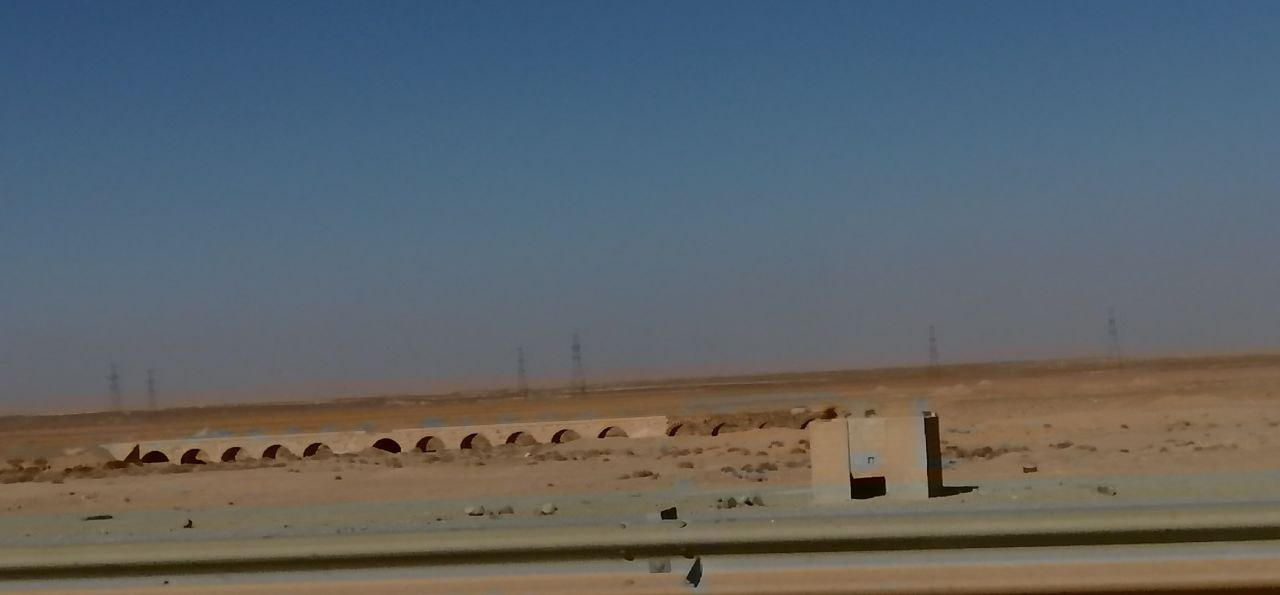
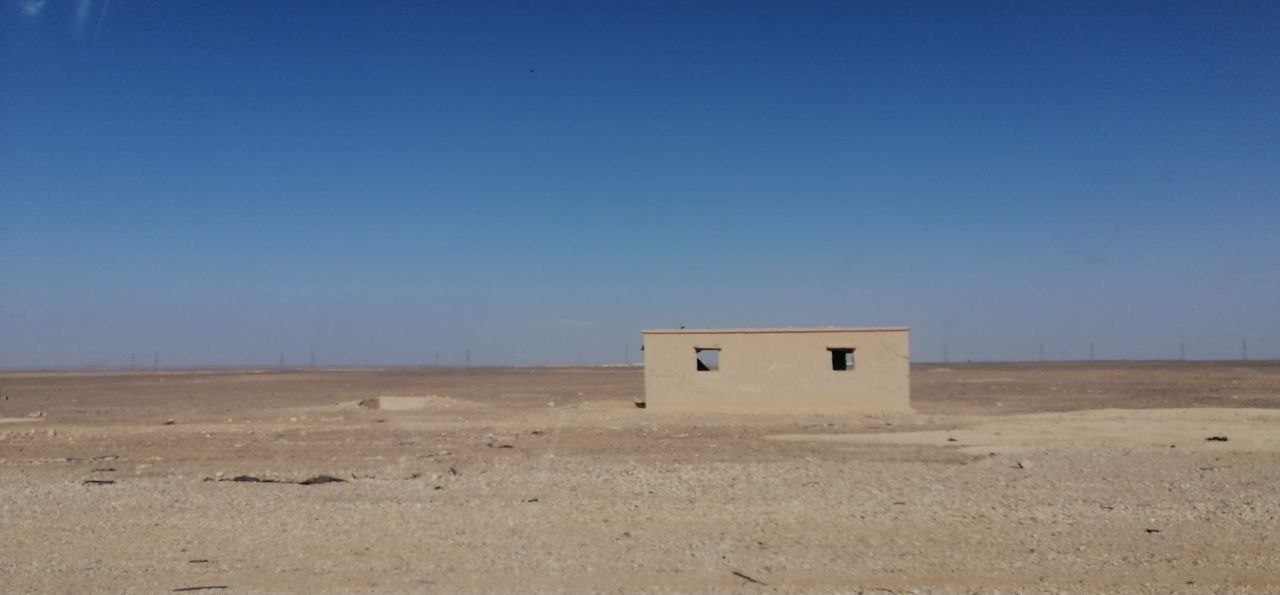
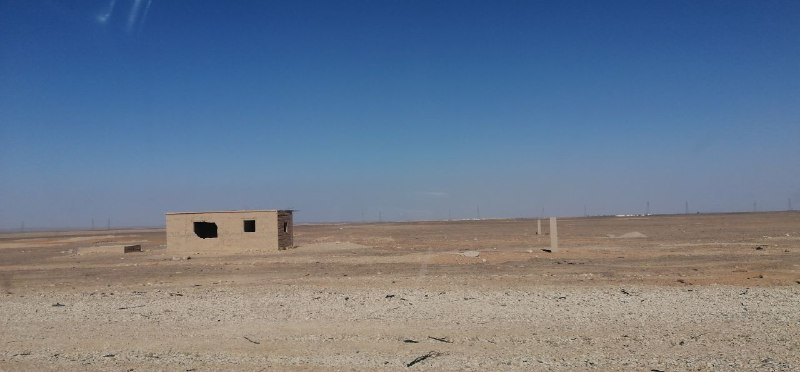
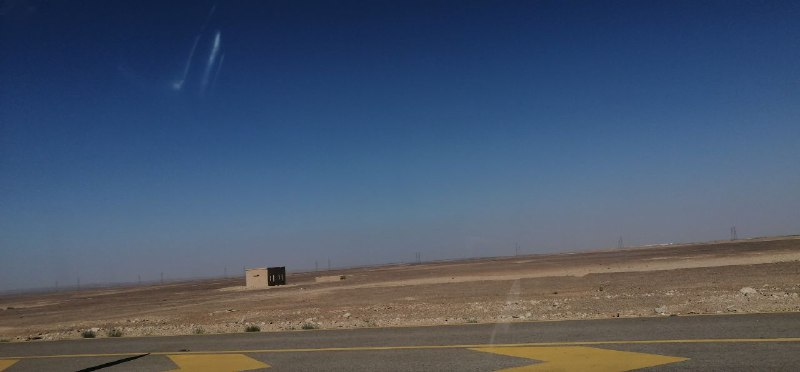
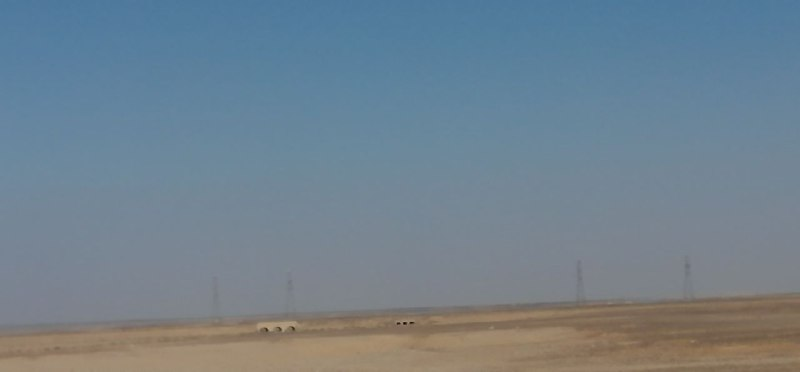
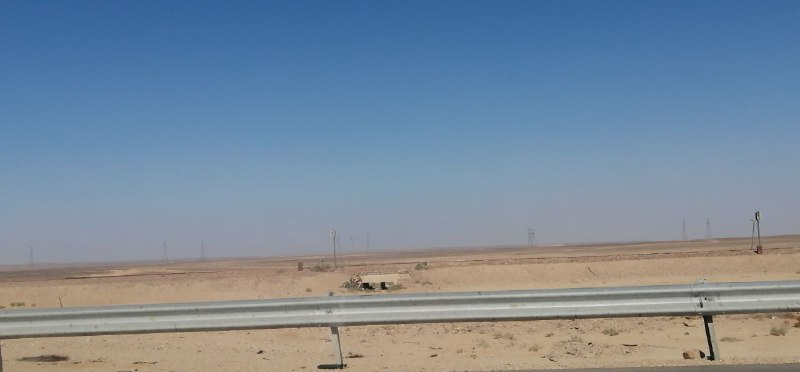
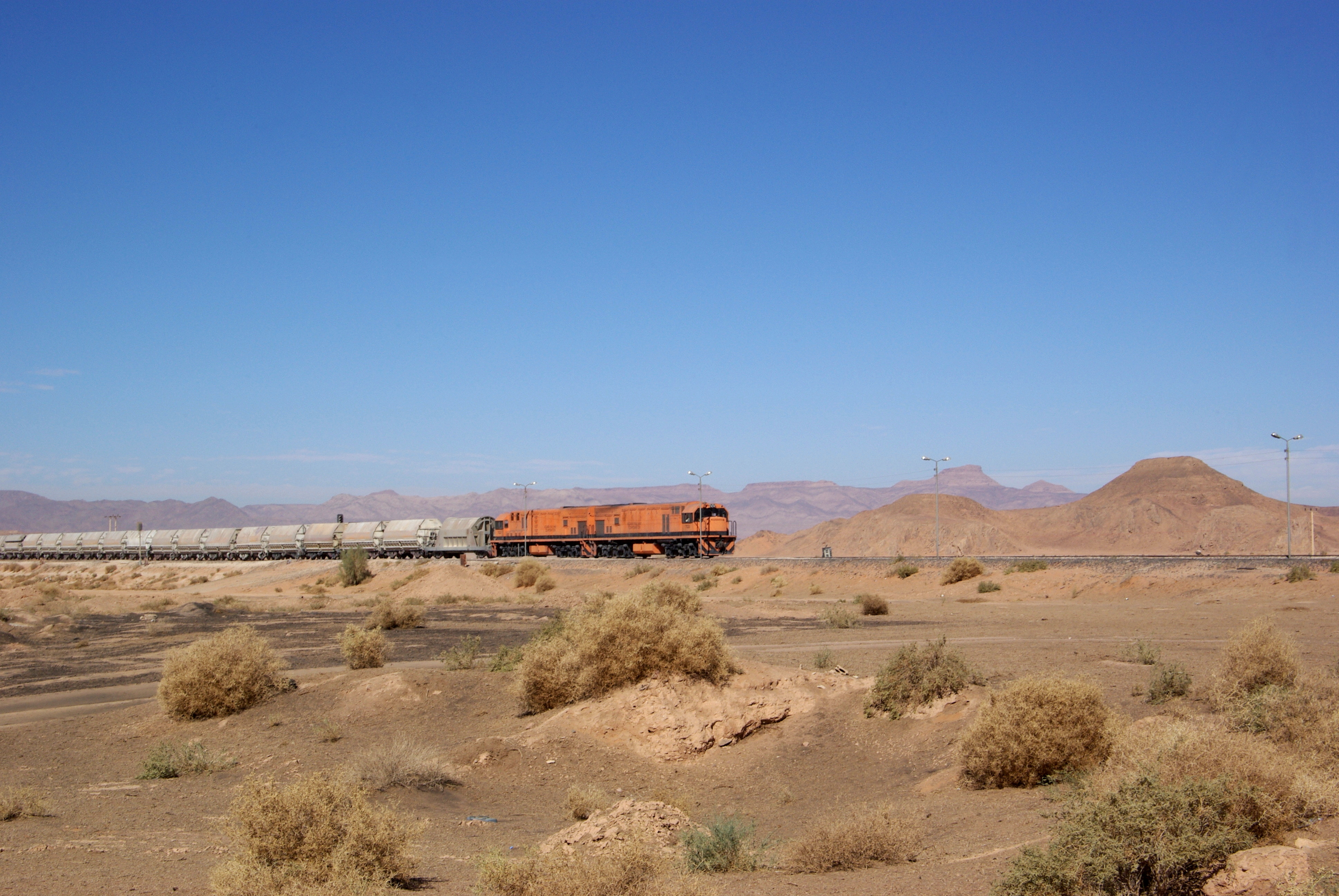
قطار فوسفات فارغ في محطة وادي رم قادم من العقبة
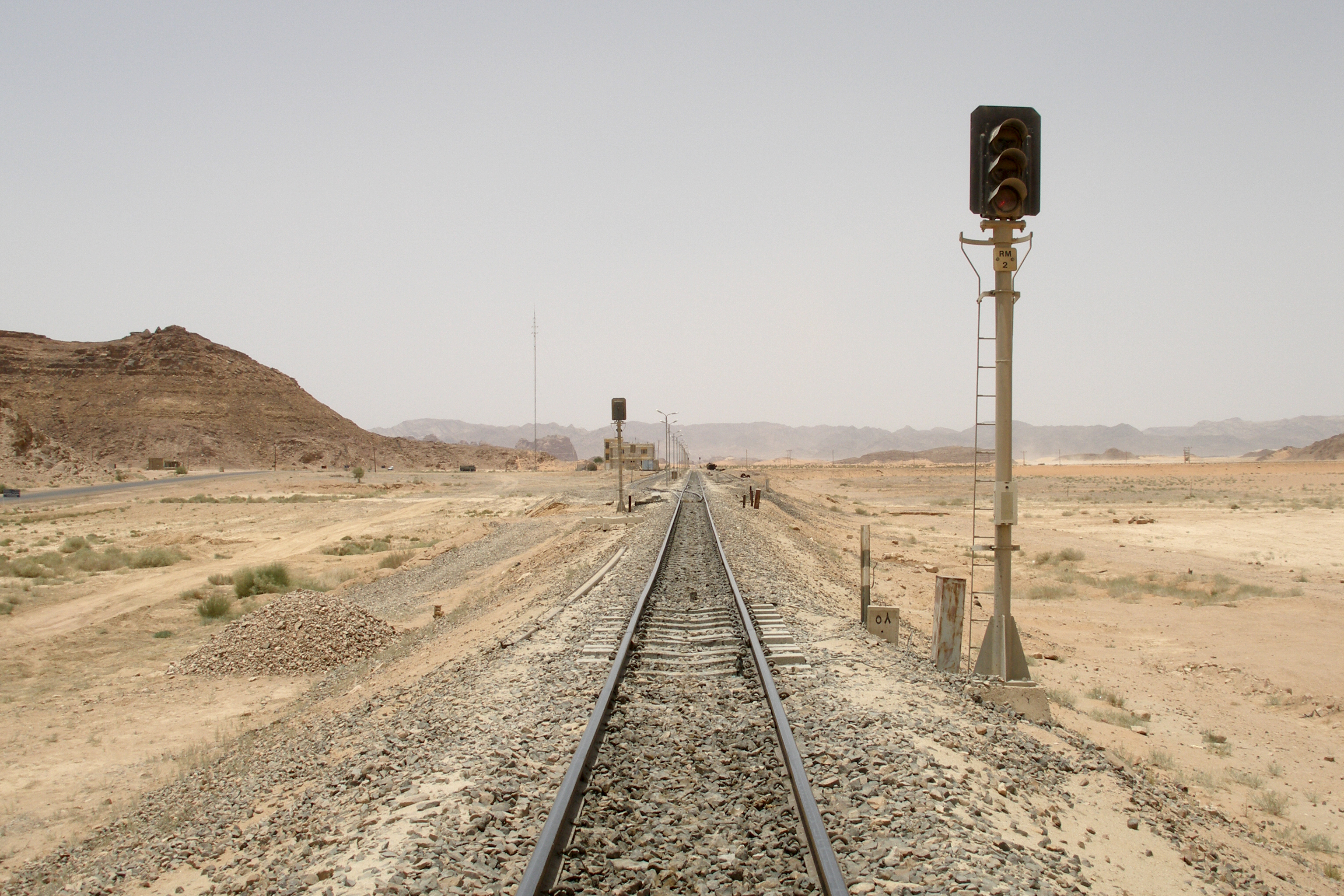
مسار سكة حديد قديم شمال وادي رم